# 문화이론
문화이론(Culture theory)은 문화사회학이나 문화연구와 다르게 활동적이거나 또는 과학적 용어로 문화의 개념을 찾아서 정의하려고 시도하는 비교인류학과 상징학의 분야이다.

## 같이 보기
- 문화 연구
- 문화 인류학